# 영암 박씨
영암 박씨(靈巖朴氏)는 전라남도 영암군을 본관으로 하는 한국의 성씨이다.
시조는 박항(朴恒)이라는 인물로 신라 경명왕의 후손이며, 고려의 좌정승을 지내고 정사훈으로 영암군에 봉해졌다.

## 참고 자료
- “영암박씨(靈巖朴氏)”. 뿌리를 찾아서.[깨진 링크(과거 내용 찾기)]